# Баварска награда за книга
„Баварската награда за книга“ (на немски: Bayerischer Buchpreis) е литературна премия, учредена през 2014 г. от Борсовия съюз на немските книгоиздатели. Отличието се раздава ежегодно в категорията белетристика и нехудожествена литература.
Наред с това се присъжда Почетна награда на баварския министър-председател за цялостно творчество на именит писател.
Отличието се изразява в парична премия на стойност 10 000 €. и статуетка на лъв от порцелановата фабрика в Нимфенбург.
„Баварската награда за книга“ е наследник на литературната награда „Корине“, присъждана от 2001 до 2011 г.

## Носители на литературната награда (подбор)
- Томас Хетхе (2014)
- Нино Харатишвили (2014) (номинациия)
- Корнелия Функе (2015) (почетна награда)
- Кристиан Крахт (2016) (номинациия)
- Терезия Мора (2016) (номинациия)
- Францобел (2017)
- Петра Морсбах (2017) (номинациия)
- Ингер-Мария Малке (2018) (номинациия)
- Кристоф Рансмайр (2018) (почетна награда)